# مغزرة أمريكية
مغزرة أمريكية (الاسم العلمي:Polygala americana) هي نوع نباتي يتبع جنس المغزرة من فصيلة المغزرية.